# サヴォイ・ホテル
サヴォイ・ホテル（英語: The Savoy）は、イギリス、ロンドンの高級ホテル。シティ・オブ・ウェストミンスターのストランド で1889年8月6日より営業をしている。「ロンドンで最も有名なホテル（英語: London's most famous hotel）」と呼ばれ 、「近代ホテルの歴史はサヴォイ・ホテルから始まった」と言われている  。

## 概要
オペラ台本作家W・S・ギルバートと作曲家アーサー・サリヴァンとの「ギルバート・アンド・サリヴァン」によるサヴォイ・オペラの興行によって利益を得ていたリチャード・ドイリー・カートによって建設された。カートの一族によって所有されるレストランやホテルの最初の1つとなる。サヴォイ・ホテルはイギリスで最初の高級ホテルであり、建物全体に電灯、電気昇降機を配し、客室のほとんどにバスルームを設置し温水と冷水を供給するなど、数多くの革新的技術を導入した。ホテル支配人にはセザール・リッツ、料理長にはオーギュスト・エスコフィエを招聘した。2人によって、ホテルサービス、エンターテイメント、優雅な食事は、これまでにない高水準な品質が確立され、王族や富裕層といった顧客を魅了した。
サヴォイ・ホテルは、カートの事業の中でも最も成功した事業であった。サヴォイ・ホテルの専属バンド、サヴォイ・オルフェアンズやサヴォイ・ハバナ・バンドはイギリスを代表する名バンドとして知られ、ジョージ・ガーシュウィン、フランク・シナトラ、レナ・ホーン、ノエル・カワードらは宿泊客であり、ゲスト出演者でもあった。この他に著名な宿泊客としてはエドワード7世、オスカー・ワイルド、エンリコ・カルーソー、チャールズ・チャップリン、ベーブ・ルース、ハリー・S・トルーマン、ジョーン・クロフォード、ジュディ・ガーランド、ジョン・ウェイン、ローレンス・オリヴィエ、マリリン・モンロー、ハンフリー・ボガート、エリザベス・テイラー、バーブラ・ストライサンド、ボブ・ディラン、ベット・ミドラー、ビートルズ、など。また、ウィンストン・チャーチルはしばしばサヴォイ・ホテルで昼食を採った。
2004年以降、サヴォイ・ホテルはフェアモント・ホテルズ・アンド・リゾーツによって運営されている。

## 歴史

### 敷地
サヴォイア家は、サバウディア伯ウンベルト1世を始祖としサヴォワ地域を支配した一族である。「サバウディア」の名は後に「サヴォイ」または「サヴォワ」と変わった。サヴォイア伯ピエトロ2世 は、イングランド王ヘンリー3世の王妃エリナー・オブ・プロヴァンスの母方の伯父で、彼女と共にロンドンへやって来た。

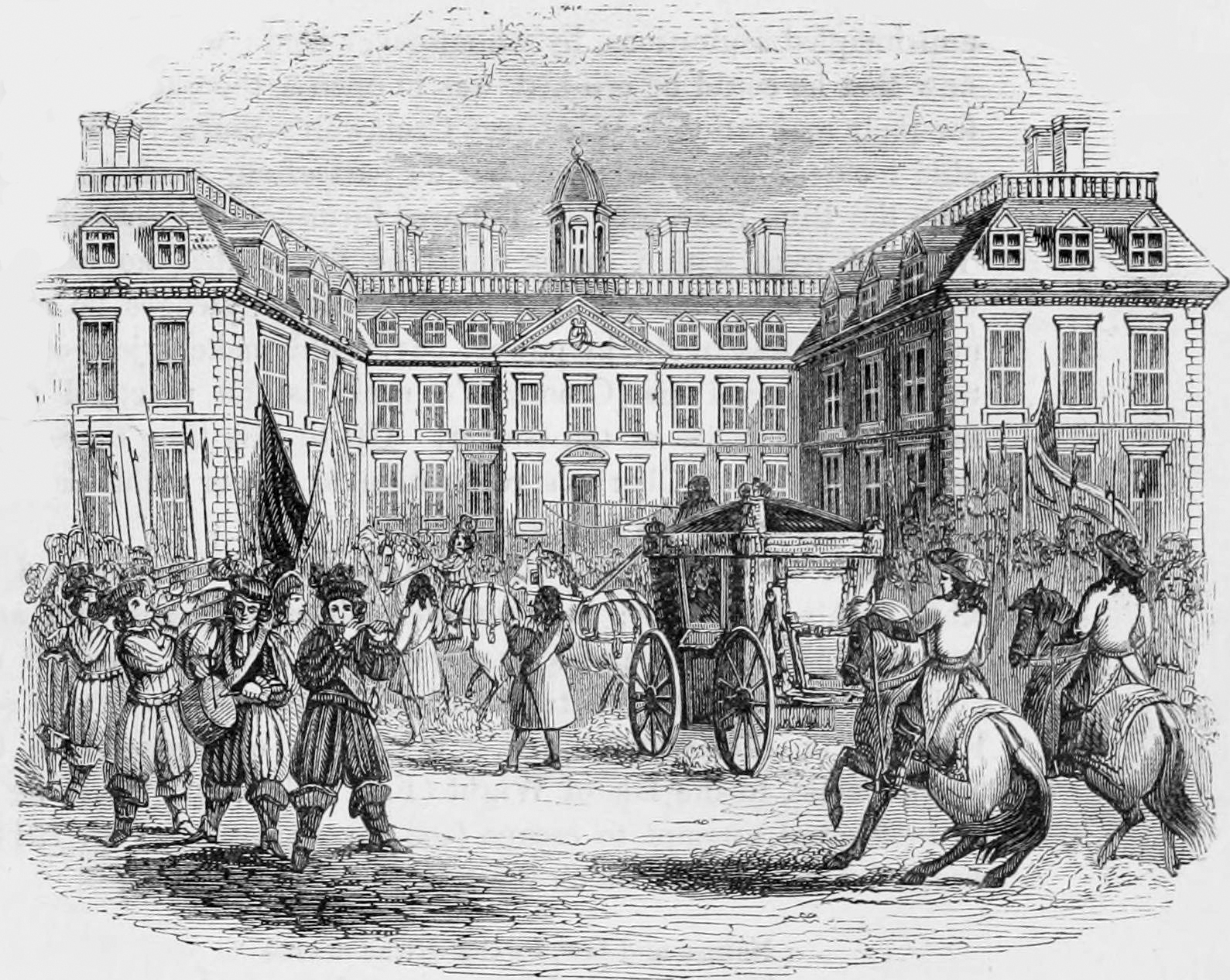
サヴォイ・パレス　1661年

ピエトロはヘンリー3世によりリッチモンド伯に叙爵され、1246年、ストランド からテムズ川の間の土地を与えられた。1263年、ピエトロはそこにサヴォイ・パレスを建設した。彼はその後サヴォイの邸宅とリバティを聖ベルナールの信徒達 (会衆) へ贈り、邸宅は大病院 ("Great Hospital of St Bernard de Monte Jovis in Savoy") となった。その後敷地はエリナー・オブ・プロヴァンスにより購入され、彼女はそれを次男である初代ランカスター伯エドマンドに与えた。さらにその後エドマンドのひ孫ブランシュがその土地を承継し、彼女の夫であったジョン・オブ・ゴーントはそこに壮大な宮殿を建設した。宮殿は1381年のワット・タイラーによる農民反乱により焼失した。
1505年頃ヘンリー7世は貧しい人々の為の大病院を計画し、遺言により資金と指示書を遺した。病院は宮殿の跡地に建てられ、1512年に認可された  。図面によると、宿舎と食堂、及び3つの礼拝堂をもつ壮大な建物だった。ヘンリー7世の病院は2世紀続いたが、管理体制に問題があった。16世紀の歴史家ジョン・ストーはその著作の中で、「この病院は放浪者や浮浪者、娼婦により誤った使い方がされていた。」と述べている。1702年病院は解体され、他の用途に転用された。18世紀には古い宮殿の一部は軍の刑務所として使用された。19世紀になると古い建物は取り壊されて、新しい建物が建設された:p89。
1864年、石の壁とサヴォイ礼拝堂を除く全てが火事により焼失した。敷地は1880年にリチャード・ドイリー・カートにより購入されるまで、そのままだった。カートはギルバート・アンド・サリヴァンのオペラを自らがプロデューサーとなって製作するために、サヴォイ劇場を建設した。

### 創設期

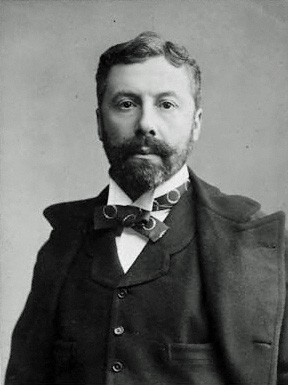
リチャード・ドイリー・カート

リチャード・ドイリー・カートはアメリカ合衆国訪問の際にアメリカの高級ホテルを多数見ており、イギリスにも同様の高級ホテルを建てることを決めた。ウィグモア・ホールなども手掛けているトーマス・エドワード・コルカットに設計を依頼し、サヴォイ・パレスなどに因んで「サヴォイ」の名前を冠することにした。カートの親族に加えて、カール・ローザ、コメディアンのジョージ・グロースミス、劇場支配人のジョージ・エドワーズ、オーガスタス・ハリス、ファニー・ロナルズが出資者となった。カートの友人でもあるアーサー・サリヴァンは株主となり、取締役会に名を連ねた。
サヴォイ・シアターの隣の区画、劇場用の発電機を収納するために購入していた土地にホテルは建てられることになった。ホテルの建設には5年を要し、特にサヴォイ・シアターで公演された『ミカド』の収益によって、建設費は賄われることになった。サヴォイ・ホテルは、イギリスで最初に電灯を用いたホテルであり、最初に電気昇降機が設置されたホテルとなった。268室ある客室の大半には、大理石の専用浴室が設置され、各部屋に一定温度の温水と冷水を提供した。この他にも、世界初の防火床の導入、自家用発電の導入といった当時の最先端技術が取り入れられていた。レンガ造りの外壁は、煙を含んだロンドンの空気が外壁を汚すのを防ぐように設計されている。
開業当初こそ宿泊客は多かったが、半年以内にホテルから客足は遠のいて行き、赤字が続くようになった。取締役会はカートにホテルの経営陣、ホテル支配人と料理長を含む料理人たちの更迭を命じた。カートは支配人にセザール・リッツを招き、リッツが料理長としてオーギュスト・エスコフィエをメートル・ドテルとしてLouis Echenardを呼び寄せた。エスコフィエはフランス料理人を募集し、キッチンの再編成を行った。リッツとエスコフィエたちは、当時プリンス・オブ・ウェールズであったエドワード7世を始め、富裕層の顧客を魅了した。サヴォイ・ホテルの経営は好転し、カートは他の高級ホテルの経営も手掛けるようになった。当時、ホテルは旅先の宿泊施設であり、外食も男性だけのものとされていた。サヴォイ・ホテルは、一般の男女がサヴォイ・シアターでの観劇の後に、ホテルでディナーを採るという今日では通常に見られるスタイルを初めて確立したのである。

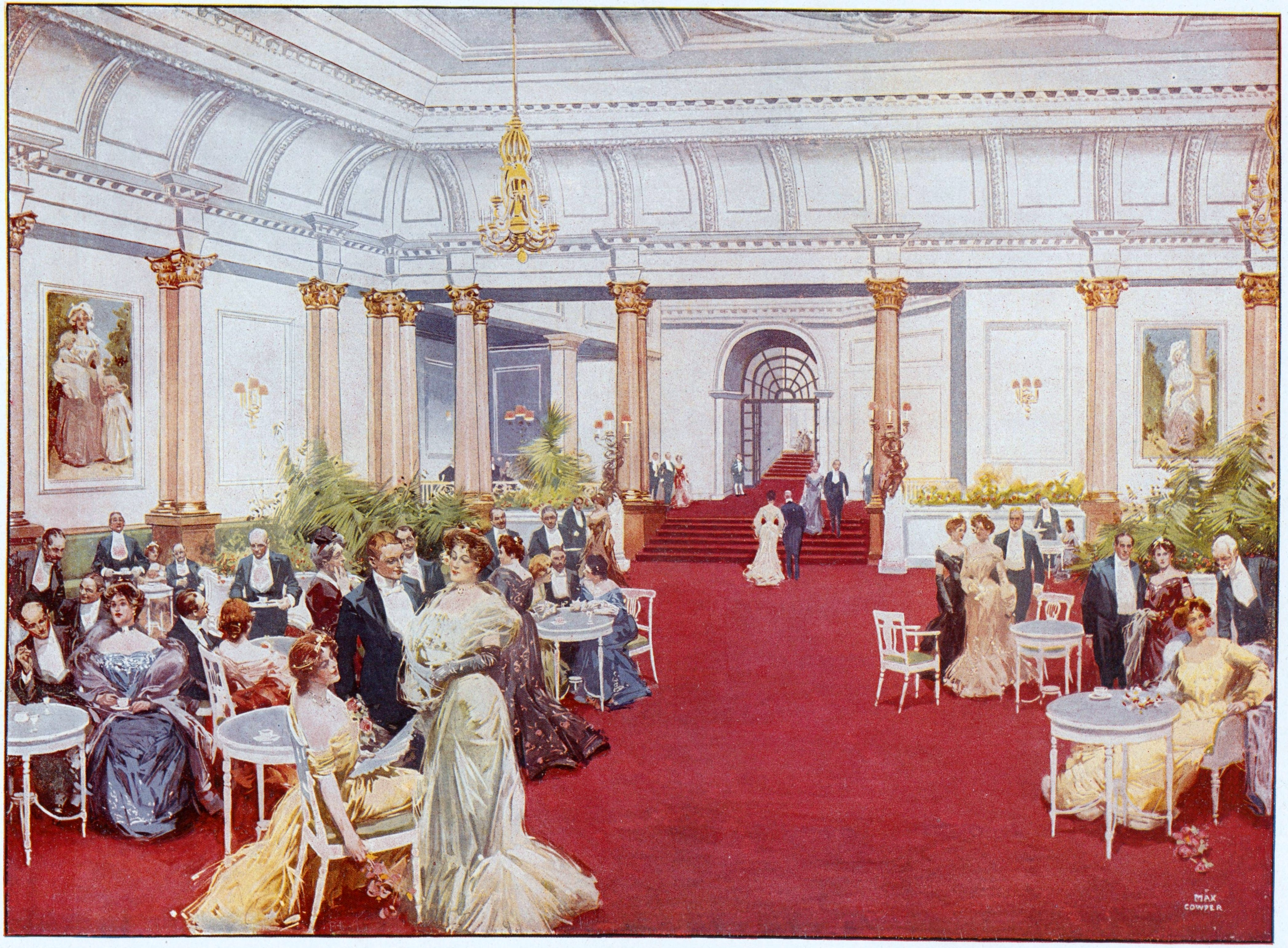
サヴォイ・ホテルの大レストラン　1900年頃

1897年、3,400ポンド（2018年時点では380,000ポンドに相当）を超える資金の紛失に関与したとしてリッツが解雇され、エスコフィエもワインと蒸留酒の供給者からの贈賄を受けたとして解雇された。なお、リッツの未亡人が記した1938年の伝記では、エスコフィエ、Echenard、および他の上級従業員がリッツと一緒に辞任したと主張している。実際のところ、監査役の報告と弁護士のエドワード・カーソンの助言から取締役会で重大な過失と職務不履行により2人の解任が決議され、カートが2人に書簡で解任決議を伝え、辞任の形式となったことが明らかになっている。
リッツは不当な解雇であると取締役会を起訴しようとしたが、エスコフィエは静観していたほうがスキャンダルの沈静化が早いと考えたため、起訴は見送られた。事実が公になったのは1985年のことである。
1901年にリチャード・ドイリー・カートが死ぬと、リチャードの息子であるルパート・ドイリー・カートが1903年にサヴォイ・ホテル・グループの会長職に就任。グループ所有のホテルの拡張と近代化を監督した。1903年から1904年にかけて東西に建屋を増設すると共に、正面玄関をストランド通りからサヴォイコートへ変更。建設には鉄骨構造が用いられるようになった。

### 2000年代
サヴォイ・ホテルは長らくサヴォイ・ホテル・グループの旗艦ホテルであったが、2005年にサウジアラビアのアル・ワリード王子率いるフェアモントグループに買収され、2007年12月から2億2千万ポンドの金額を投入して大改修を行った。2010年10月に開かれたオープニングセレモニーにはチャールズ3世（当時皇太子）も招かれている。

## シンプソンズ・イン・ザ・ストランド
シンプソンズ・イン・ザ・ストランド（英語: Simpson's in the Strand）は、サヴォイ・ホテルに隣接するローストビーフ店。
1828年創業。

## アメリカン・バー
アメリカン・バー（英語: American Bar）はホテル内のバー。
アメリカンスタイルのカクテルをヨーロッパに持ち込んだことで知られる。
1930年には当時チーフ・バーテンダーを勤めていたハリー・クラドックによる編纂で『サヴォイ・カクテルブック』が刊行されている。
歴代チーフバーテンダー
カッコ内は就任期間

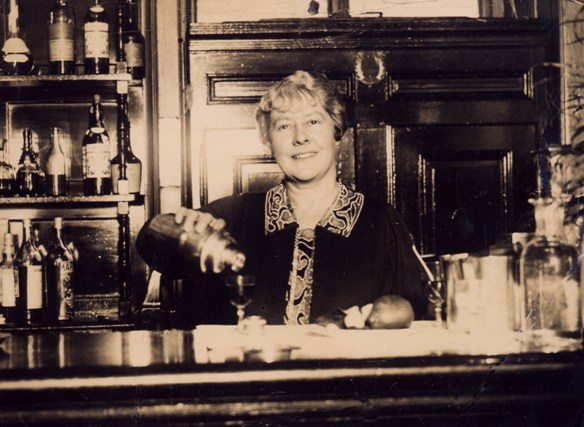
エイダ・コールマン 1920年頃

1. フランク・ウェルズ（Frank Wells、1893年 - 1902年）
2. エイダ・コールマン（Ada "Coley" Coleman、1903年 - 1924年）
3. ハリー・クラドック（Harry Craddock、1925年 - 1938年）
4. エディ・クラーク（Eddie Clark、1939年 - 1942年）
5. レジナルド・ジョンソン（Reginald "Johnnie" Johnson、1942年 - 1954年）
6. ジョー・ギルモア（Joe Gilmore、1954年 - 1975年）
7. ハリー・ヴィッカー（Harry "Vic" Viccars、1975年 - 1981年）
8. ヴィクター・ガワー（Victor Gower、1981年 - 1985年）
9. ピーター・ドレッリ（Peter Dorelli、1985年 - 2003年）
10. サリム・コーリー（Salim Khoury、2003年 - 2010年）
11. エリック・ロリンツ（Erik Lorincz、2010年 - 2018年）
12. （Maxim Schulte、2018年 - 2020年）
13. シャノン・テベイ（Shannon Tebay、2021年 - 2022年）
エイダ・コールマン以来の女性ヘッドバーテンダーであり、初のアメリカ人ヘッドバーテンダー。
14. チェルシー・ベイリー（Chelsie Bailey、2022年 - ）

## フィクション
上流社会の象徴として、サヴォイホテルは度々著名なフィクション作品に登場してきた。
小説
- グランド・バビロン・ホテル
1902年に出版されたアーノルド・ベネットの長編小説。
小説の舞台となるホテルはサヴォイ・ホテルをモデルとしている。

映画
- ノッティングヒルの恋人
- モネ・ゲーム
- 僕たちのラストステージ

アニメ
- 小公女セーラ(「世界名作劇場」シリーズ)
インドで暮らしていた大富豪の娘、セーラ・クルーが父親のラルフ・クルーと共に、ミンチン女学院への入学手続きや準備の為にロンドンへ来た際、サヴォイ・ホテルの貴賓室に宿泊する様子が描かれている。
ただし、クルー親子がロンドンへ来たのは1885年の事だが、サヴォイホテルの開業は1889年の為、史実には則していない。